# Hafen von Namur
Der Hafen von Namur (fr. Port Autonome de Namur, PAN) verwaltet verschiedenen Häfen entlang der Maas und der Sambre in Namur. Der Hafen versucht sich in der Flusskreuzfahrt zu profilieren. 
Die Häfen, die sich entlang der Maas befinden, sind für Schiffe bis zu 2000 Tonnen und für Schubkähne bis 9000 Tonnen zugänglich. Die verschifften Güter sind hauptsächlich Steinbruchprodukte (80,6 %), Agrarerzeugnisse (5,9 %), Glasereisand (5,6 %), Erdölerzeugnisse (5,6 %), Konstruktionsmaterialien (2,6 %) und Brennstoffe. Das Hafengelände erstreckt sich über 8 km entlang der Maas und der Sambre und deckt eine Fläche von 161 ha ab. Der Hafen von Namur hat gute Verbindungen zu den großen europäischen See- und Binnenhäfen (u. a. den Häfen von Antwerpen, Rotterdam und Lüttich) über die Maas und dem Canal du Centre.